# Cyril E. King
Cyril Emanuel King (* 7. April 1921 in Saint Croix, Amerikanische Jungferninseln; † 2. Januar 1978 in Charlotte Amalie, Amerikanische Jungferninseln) war ein US-amerikanischer Politiker. Im Jahr 1969 sowie zwischen 1975 und 1978 war er Gouverneur der Amerikanischen Jungferninseln.

## Werdegang
Während des Zweiten Weltkrieges diente Cyril King in der US Army. Danach studierte er bis 1951 öffentliche Verwaltung an der American University. Im Jahr 1949 war er im Stab von US-Senator Hubert H. Humphrey tätig. Damit war er der erste Afroamerikaner überhaupt, der im Stab eines US-Senators arbeitete. Im Jahr 1957 wurde er von einem Ausschuss der Staatslegislative seiner Heimat (Organic Act Committee) zu deren Vertreter in der Bundeshauptstadt Washington, D.C. ernannt, um dort den Kongress bei einer Verfassungsreform der Jungferninseln einzubinden. Später wurde er Secretary of State in seinem Gebiet, was das Amt des Vizegouverneurs beinhaltete.
Im Jahr 1969 überbrückte er als kommissarischer Gouverneur die Zeit zwischen dem Ausscheiden des Gouverneurs Ralph Moses Paiewonsky und dem Amtsantritt von dessen Nachfolger Melvin H. Evans. Diese Zeit umfasste die Spanne zwischen dem 12. Februar und dem 1. Juli 1969. Im Jahr 1972 wurde King in den Senat der Jungferninseln gewählt. Zwei Jahre später wurde er als Nachfolger von Melvin Evans neuer Gouverneur der Inselgruppe. Dieses Amt bekleidete er zwischen dem 6. Januar 1975 und seinem Tod am 2. Januar 1978. Im Jahr 1984 wurde der Flughafen von Saint Thomas nach ihm benannt. Seither trägt er den Namen Cyril E. King Airport.